# Florian Vermeersch
Pour les articles homonymes, voir Vermeersch.
Florian Vermeersch (né le 12 mars 1999 à Gand) est un coureur cycliste belge. Il pratique principalement le cyclisme sur route au sein de l'équipe UAE Emirates XRG mais aussi le cyclo-cross et le gravel où il termine deux fois vice-champion du monde en 2023 et 2024.

## Biographie
Issu du cyclo-cross, Florian Vermeersch pratique cette discipline avec succès jusqu'en 2018, date à partir de laquelle il décide de se concentrer sur le cyclisme sur route. En cyclo-cross chez les juniors (moins de 19 ans), il s'est notamment classé quatrième du championnat d'Europe 2015 et a obtenu plusieurs tops 10 sur des manches de Coupe de monde. En 2019, il rejoint l'équipe Lotto-Soudal U23, qui sert de réserve à l'équipe World Tour Lotto-Soudal.
En juin 2020, il intègre l'équipe World Tour Lotto-Soudal. Il obtient des résultats dès sa première année en se classant quatrième de la Brussels Cycling Classic, cinquième du championnat de Belgique du contre-la-montre, huitième du Tour de Toscane et neuvième du BinckBank Tour.
Il participe à sa première campagne de classique en 2021, où il termine notamment 15e de la Classic Bruges-La Panne et 16e de l'E3 Saxo Bank Classic. En juin, il est cinquième du championnat de Belgique du contre-la-montre. En août, il participe au Tour d'Espagne, son premier grand tour. Le mois suivant, à domicile, il décroche la médaille de bronze du championnat du monde du contre-la-montre espoirs. Le 3 octobre, il participe à son premier Paris-Roubaix, qui a été reporté du mois d'avril en raison de la pandémie de Covid 19. Il fait partie de l'échappée matinale d'une trentaine de coureurs. Il parvient à prendre la roue des favoris, pour terminer finalement deuxième derrière Sonny Colbrelli et devant Mathieu van der Poel lors d'un sprint à trois sur le vélodrome de Roubaix. Sa performance à 22 ans lui vaut d'être comparé à Tom Boonen.
Initialement en fin de contrat en fin d'année 2022, il signe en décembre 2021 une extension jusqu'en fin d'année 2024.
Il n'a pas de lien de parenté avec le coureur belge homonyme Gianni Vermeersch. 

## Palmarès sur route

### Par année
- 2016
  - 3e de l'Acht van Bladel
- 2019

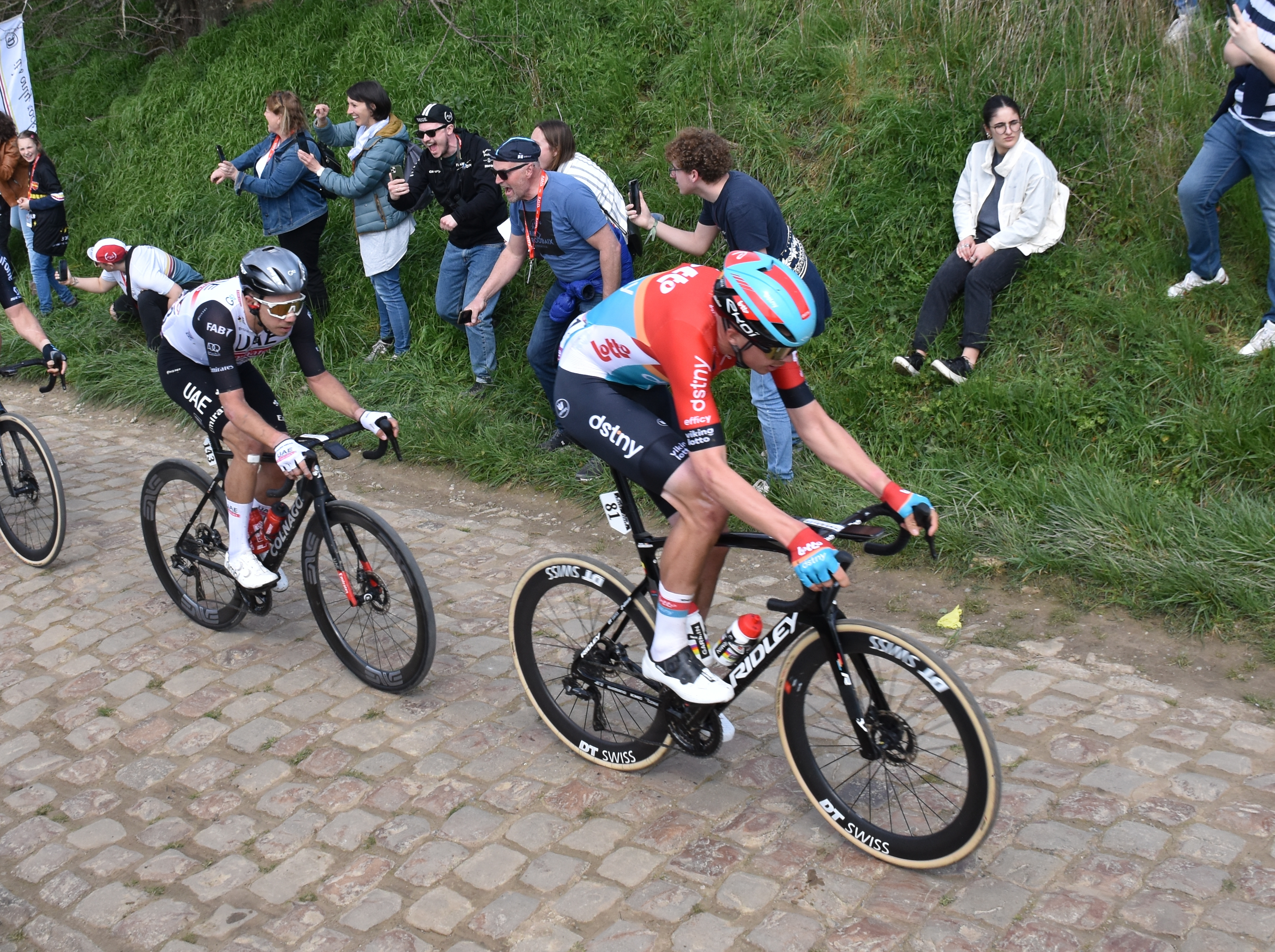
Paris-Roubaix 2023 - Secteur pavé de Quiévy à Saint-Python - N° 81 Florian Vermeersch

  -  Champion de Belgique sur route espoirs
  -  Champion de Belgique du contre-la-montre par équipes
  - Champion de Flandre-Orientale sur route espoirs
  - Tour de Flandre-Orientale :
    - Classement général
    - 2e étape

  - Grand Prix Albert Fauville
  - Tour de Moselle :
    - Classement général
    - 1re et 2e étapes secteur A et B

  - Ronde van Midden-Brabant
  - 2e du Grand Prix Jules Van Hevel
- 2020
  - Bruxelles-Zepperen
  - 9e du BinckBank Tour
- 2021
  - 2e de Paris-Roubaix
  -  Médaillé de bronze du championnat du monde du contre-la-montre espoirs
- 2022
  - Antwerp Port Epic
  - 2e du Grote Prijs Dr. Eugeen Roggeman
- 2023
  - 2e des Boucles de l'Aulne
  - 2e du Renewi Tour
  - 3e d'À travers le Hageland
  - 3e de la Super 8 Classic
  - 3e du Tour de Vénétie
- 2025
  - 2e du championnat de Belgique du contre-la-montre
  - 5e de Paris-Roubaix

### Résultats sur les grands tours

#### Tour de France
2 participations
- 2022 : 108e
- 2023 : 120e

#### Tour d'Espagne
1 participation
- 2021 : 121e

### Classements mondiaux
| Année                                 | 2019 | 2020 | 2021 | 2022 | 2023 |
| ------------------------------------- | ---- | ---- | ---- | ---- | ---- |
| Classement mondial                    | 947e | 149e | 110e | 269e | 44e  |
| UCI Europe Tour                       | 682e | 123e | 94e  | 218e | 39e  |
|                                       |      |      |      |      |      |
| Légende : nc = non classéSource : UCI |      |      |      |      |      |

## Palmarès en cyclo-cross
- 2015-2016
  - Trophée Banque Bpost juniors #3, Flandriencross
  - Grand Prix Eeklo juniors
  - 4e du championnat d'Europe de cyclo-cross juniors
  - 4e du Superprestige juniors
- 2016-2017
  - Trophée des AP Assurances juniors #8, Krawatencross
  - Zilvermeercross juniors
  - Palm Cross juniors
  - 8e du Superprestige juniors

## Palmarès en gravel
- Vénétie 2023
  -  Médaillé d'argent des championnats du monde de gravel
- Flandres 2024
  -  Médaillé d'argent des championnats du monde de gravel